# Ferrari 312P

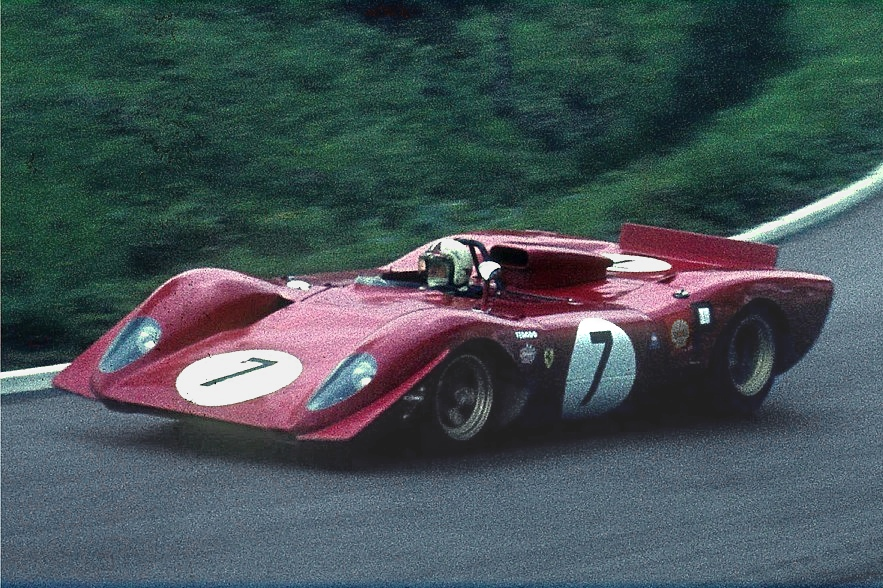
Ferrari 312P mit Chris Amon beim 1000-km-Rennen auf dem Nürburgring 1969

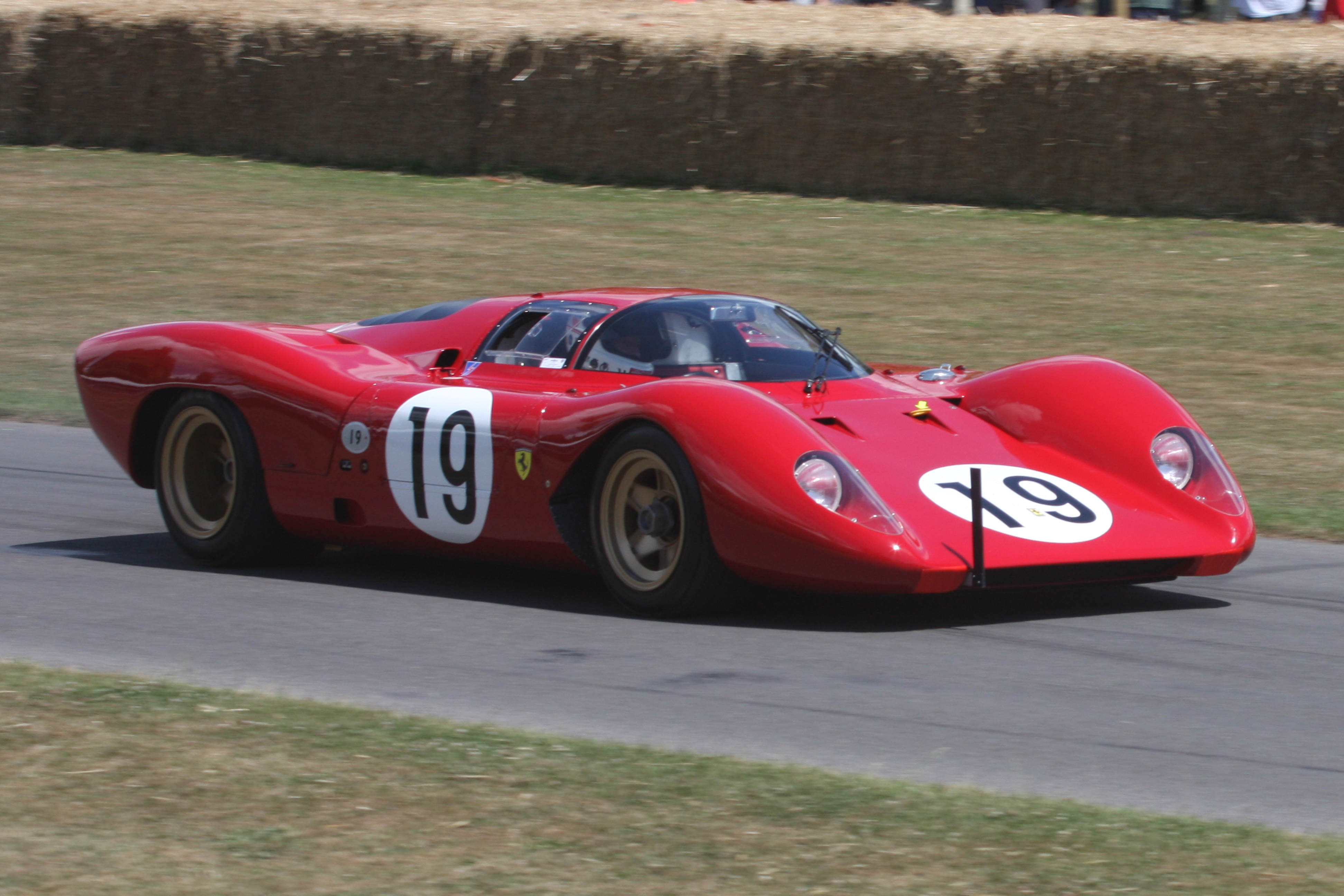
Der 312P mit Berlinetta-Karosserie. Dieser Wagen wurde 1969 beim 24-Stunden-Rennen von Le Mans eingesetzt. Chris Amon war damit schon in der ersten Rennrunde in den Unfall von John Woolfe verwickelt

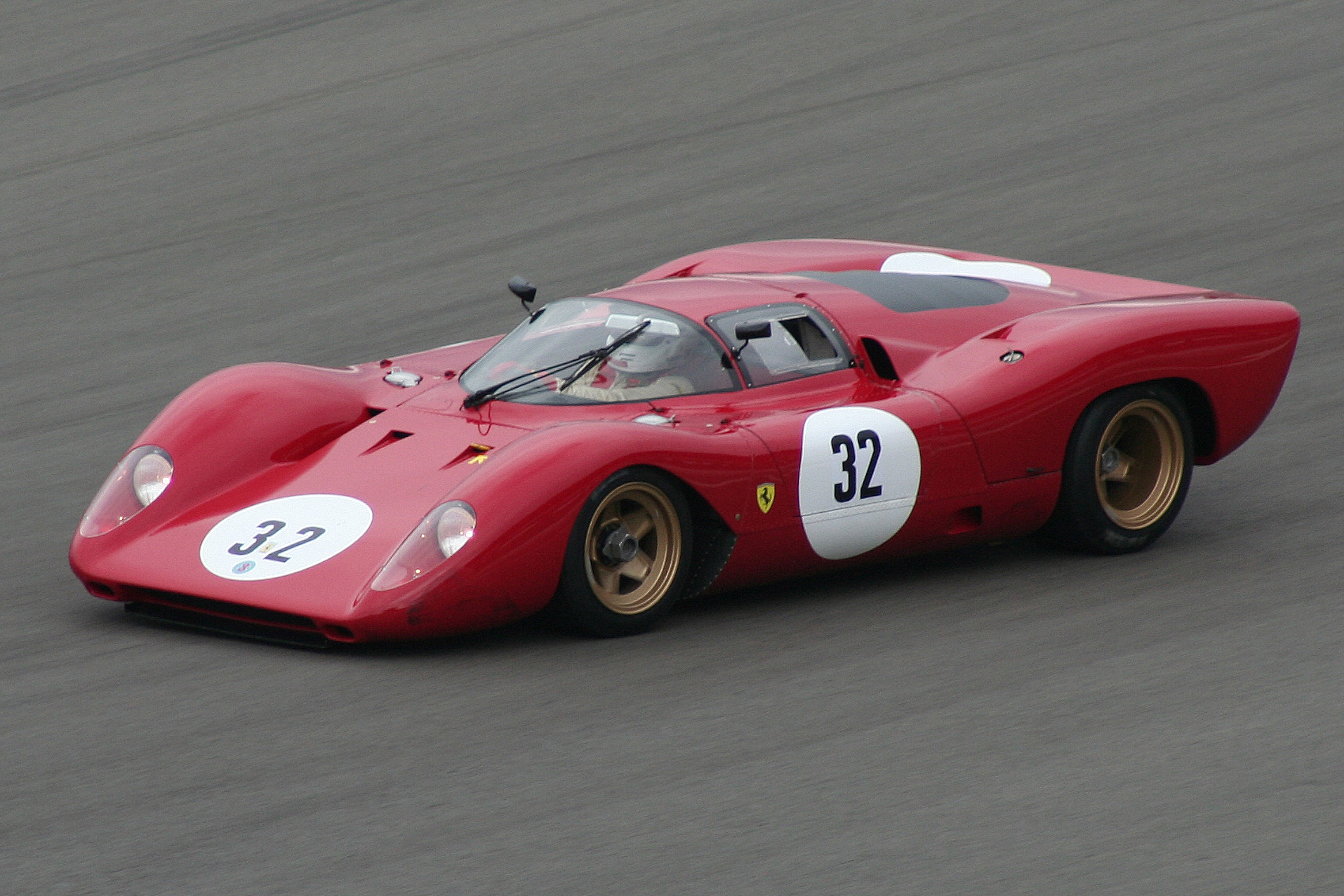
Ferrari 312P beim AvD-Oldtimer-Grand-Prix 2011 auf dem Nürburgring

Der Ferrari 312P war 1969 ein Sportwagen-Prototyp von Ferrari, eingesetzt bei internationalen Sportwagenrennen.

## Entwicklungsgeschichte und Technik
Ferrari ließ nach einer Änderung im Reglement die komplette Saison 1968 in der Markenweltmeisterschaft für Sportwagen aus, nachdem diese durch die Siebenliter-Ford GT40 ausgelöste kurzfristige Änderung auch die 4-Liter-Ferrari 330 von den Rennstrecken verbannt hatte.
Für die Saison 1969 baute man in Maranello einen neuen Prototyp, den 312P. Der 312P mit seinem 60°-V12-3-Liter-Motor basierte auf dem Ferrari 312F1 aus der Formel 1. Die Bezeichnung 312 für Rennfahrzeuge wurde von Ferrari mit Beginn der 3-Liter-Formel in der Formel 1 1966 eingeführt und bis 1979 verwendet. Die Zahl 3 stand dabei für den Hubraum von 3 Liter, die Zahl 12 für die jeweiligen 12-Zylinder-Motoren. Das P stand für Prototyp, im Gegensatz zu S für den in 25 Exemplaren gebauten Sportwagen Ferrari 512S.
Das neue Fahrzeug wurde, da von den Regeln bevorzugt und auch bei Wettbewerbern praktiziert, zunächst als offener Spyder (Barchetta) konzipiert. Später kam eine windschlüpfigere geschlossene Berlinetta-Ausführung hinzu, die allerdings nur auf schnellen Strecken zum Einsatz kam, unter anderem bei den 24 Stunden von Le Mans 1969.
1969 setzte Ferrari nur einen 312P in der Markenweltmeisterschaft ein und auch diesen nicht bei allen Läufen. Das Engagement von Ferrari blieb halbherzig, da das Unternehmen nach einigen erfolglosen Jahren im Motorsport unter fehlender Finanzkraft litt und es aufgegeben hatte, für Kundenteams geeignete Rennwagen anzubieten. Dieser Markt wurde von Porsche sowie englischen und amerikanischen Herstellern übernommen. Der letzte Sieg in Le Mans lag bereits vier Jahre zurück; der Sieg von Jochen Rindt und Masten Gregory 1965 blieb bis 2023 der letzte Gesamtsieg bei diesem Langstreckenrennen. Den letzten Weltmeistertitel in der Formel 1 errang John Surtees 1964, bevor Niki Lauda 1975 auf Ferrari Weltmeister wurde.
Der 312P war prinzipiell mit über 400 PS (294 kW) aus dem F1-Motor ein schnelles Auto, aber Schnelligkeit war nicht genug, um gegen die meist standfeste Konkurrenz von Porsche (u. a. Porsche 908/02 als direktes Gegenstück) und von Ford bestehen zu können. Das Team von John Wyer setzte die alten Ford GT40 mit 4,7 Litern als Sportwagen weiterhin erfolgreich ein, der Prototyp Ford P68 bzw. P69 Spyder mit Ford-Cosworth-F1-Motor war ähnlich konzipiert wie der 312P, beendete jedoch nie ein Rennen. Auch der Alfa Romeo Tipo 33 hatte nun drei Liter Hubraum.

## Renngeschichte
Bei den 12 Stunden von Sebring erreichte man den zweiten Gesamtrang hinter einem Ford GT40 von John Wyer. Nach dem vierten Rang bei den 6 Stunden von Brands Hatch hinter drei Porsche 908 folgte eine Serie von Ausfällen. In Monza, nach der Pole von Werksfahrer Chris Amon, fiel der Wagen ebenso durch einen Motorschaden aus wie bei der Targa Florio und dem 1000-km-Rennen auf dem Nürburgring. In Le Mans kamen die Berlinettas zum Einsatz. Beide Wagen fielen, von den Startplätzen fünf und sechs ins Rennen gehend, erneut aus. Erst beim 1000-km-Rennen von Spa-Francorchamps gab es wieder ein Erfolgserlebnis durch den zweiten Gesamtrang hinter dem Porsche 908 von Jo Siffert und Brian Redman.
Schon während der Saison wurde klar, dass Siege in Langstreckenrennen in Zukunft nur mit einem neuen 5-Liter-Sportwagen möglich sein würden, denn Porsche gab mit den 25 gebauten Exemplaren des neuen 917 diese Richtung vor.
Enzo Ferrari entschloss sich zur Flucht nach vorne, verkaufte Firmenanteile an FIAT und investierte einen Teil des Erlöses in den Bau von ebenfalls 25 512S, wie es das Sportwagen-Reglement forderte. Die 312P wurden an Luigi Chinetti und dessen North American Racing Team verkauft, der die Wagen nur sporadisch einsetzte. Ab 1971 testete man den Ferrari 312PB, nun mit 180°-V12-Flachmotor, für die Saison 1972, ab der die Fünfliter verboten wurden.

## Technische Daten
| Ferrari 312 P (1969)   | Barchetta                                                            | Berlinetta                                                           |
| ---------------------- | -------------------------------------------------------------------- | -------------------------------------------------------------------- |
| Motor:                 | Zwölfzylinder-V-Motor (60°)                                          | Zwölfzylinder-V-Motor (60°)                                          |
| Hubraum:               | 2989 cm³                                                             | 2989 cm³                                                             |
| Bohrung × Hub:         | 77 × 53,5 mm                                                         | 77 × 53,5 mm                                                         |
| Ventilsteuerung:       | 2 obenliegende Nockenwellen je Zylinderreihe, 4 Ventile pro Zylinder | 2 obenliegende Nockenwellen je Zylinderreihe, 4 Ventile pro Zylinder |
| Verdichtung:           | 11 : 1                                                               | 11 : 1                                                               |
| Leistung:              | 309 kW (420 PS) bei 9800/min                                         | 316 kW (430 PS) bei 9800/min                                         |
| Getriebe:              | 5-Gang (vollsynchronisiert)                                          | 5-Gang (vollsynchronisiert)                                          |
| Bremsen:               | belüftete Scheibenbremsen ohne Bremshilfe                            | belüftete Scheibenbremsen ohne Bremshilfe                            |
| Karosserie:            | Rohrrahmen und mittragende Bleche                                    | Rohrrahmen und mittragende Bleche                                    |
| Radstand:              | 2367 mm                                                              | 2367 mm                                                              |
| Länge × Breite × Höhe: | 4318 × 2007 × 889 mm                                                 | 4230 × 1980 × 950 mm                                                 |
| Trockengewicht:        | ca. 680 kg                                                           | ca. 680 kg                                                           |
| Höchstgeschwindigkeit: | ca. 310–320 km/h                                                     | ca. 310–320 km/h                                                     |